# 탄소 순환

탄소 순환의 개념도. 수치는 연간 탄소 이동량을 의미한다. (단위는 10억 톤)

탄소 순환(炭素循環, 영어: carbon cycle)은 지구상의 생물권, 암권, 수권, 기권 사이에서 행해지는 탄소의 생화학적인 순환이다.

## 역할
탄소 순환은 지구의 화학적 진화와 열적 진화에 매우 중요한 역할을 한다. 탄소는 수권에 압도적으로 많이 존재하지만, 수권에 존재하는 탄소보다는 기권에 존재하는 탄소가 훨씬 더 중요한 의미를 가진다. 특히 지구 기후 변동과 관련하여 기권을 중심으로 한 탄소의 공급과 제거는 매우 중요한 현대 과학의 화두이다. 탄소는 기권에서 주로 이산화 탄소의 형태로 존재한다. 이산화 탄소는 탈탄소화(decarbonation) 과정에 이은 화산 분출, 유기 탄소의 융기, 화석 연료의 연소, 침식, 그리고 생명체의 호흡 등에 의해 기권으로 공급된다. 이 중에서 지질 시대 동안 가장 중요한 역할을 한 것은 화산 분출에 의한 이산화탄소의 발생이다.
지구계 환경에서 탄소 순환은 기권, 지권, 수권, 생물권사이에서 이루어진다.

### 생물권 내의 탄소 순환
생명체의 구성 성분인 탄소는 이산화 탄소의 형태로 대기 중에 존재하거나 물에 녹아 있다. 녹색 식물과 같은 생산자는 대기나 물로부터 이산화 탄소를 흡수하여 유기물을 생산한다. 이렇게 생산된 유기물의 일부는 생산자의 호흡에 의해 분해되어 이산화 탄소 형태로 대기 중으로 돌아간다. 나머지 유기물은 생산자의 몸을 구성하는 성분으로 이용되어 먹이 사슬을 따라 소비자로 이동한다. 소비자에게 전달한 유기물 속의 탄소는 소비자의 호흡에 의해 이산화 탄소 형태로 배출되어 대기나 물로 돌아가며, 한편 식물의 낙엽, 동물의 사체와 배설물 속에 들어 있는 탄소는 곰팡이, 세균과 같은 분해자에 의해 이산화 탄소로 분해되어 대기나 물로 돌아간다. 생물의 사체 중 분해되지 않은 유기물은 땅속이나 해저 등에 쌓여 퇴적층을 이루고, 오랜 기간을 거쳐 석탄이나 석유와 같은 화석연료로 변한다. 화석연료는 인간에 의해 연소되어 이산화탄소 형태로 다시 대기 중으로 돌아간다.

### 화산 분출
탄소는 화산 분출에 의해 암석에서 제거되며, 이산화 탄소의 형태로 기권에 공급된다. 이러한 과정에 의한 탄소 순환은 주로 섭입대에서 발생한다. 해양판의 상부를 덮고 있는 석회암은 섭입대에서 지구 내부로 침강한 뒤 깊은 곳에서 높은 압력과 열에 의해 다른 규산염 광물과 반응을 일으킴으로써 이산화탄소를 배출한다. 이것은 차후에 화산 분출을 통해 기권으로 유입된다. 다음은 이 과정을 나타내는 화학 반응식이다.
- SiO2 + CaCO3 → CaSiO3 + CO2

### 유기 탄소의 융기
과거 지질 시대에 퇴적되어 지하 깊은 곳에 매장되어 있던 유기 탄소(생물체의 화석)는 조산 운동의 결과 지표로 융기하기도 한다. 이러한 유기 탄소가 기권의 산소와 반응하여 산화되면 기권으로 이산화 탄소가 유입된다. 이러한 사례를 통해 생물체가 지구 환경 변화에 깊숙히 개입되어 있음을 알 수 있다. 유기 탄소는 생물체의 유해이거나 부산물이기 때문이다.

## 탄소의 제거원
탄소는 규산염 광물이 화학적으로 풍화될 때, 그리고 수권에 용해될 때, 그리고 생물의 광합성에 의해 기권에서 제거된다. 이산화 탄소는 기권과 수권의 접촉부에서 수권으로 직접 용해되기도 하지만, 빗방울에 용해된 다음 강수의 형태로 공급되기도 한다. 그보다 더 중요한 것은 규산염 광물의 풍화와 침전에 의한 이산화 탄소의 제거이다. 이산화탄소가 용해된 빗방울은 약한 산성을 띤다. 이것이 바다가 아닌 대륙에 낙하할 때 대륙의 암석과 반응하여 금속 이온을 제거함으로써 암석의 화학적 풍화를 유발한다. 이산화 탄소가 녹은 빗방울은 칼슘 및 나트륨(소듐)과 같은 이온을 암석에서 제거하면서 중탄산 이온(HCO3-)이 된다. 중탄산 이온은 바다에서 칼슘 이온과 반응하여 앙금을 만들고 침전하여 해저에서 석회암을 만든다.

### 풍화
화학적 풍화의 화학 반응은 다음과 같다.
- CaSiO3 + 2CO2 + 3H2O → Ca2+ + 2HCO3- + H4SiO4

이 과정에 의해 대기에서 이산화 탄소 분자 두 개가 제거된다고 할 때, 하나는 탄산염으로 침전되고, 나머지는 하나는 기체 상태의 이산화 탄소가 되어 기권으로 돌아간다.

### 탄산염 앙금의 형성
앙금 생성의 화학 반응은 다음과 같다.
- Ca2+ + 2HCO3- → CaCO3 + CO2 + H2O

생물의 광합성은 또다른 주요한 이산화 탄소 제거원이지만 탄산염의 형성을 통한 제거만큼 중요하지는 않다. 생물의 광합성은 탄소를 생물체 내에 축적시키는데, 이것은 생물이 죽을 때 암권으로 돌아간다. 탄산염 또한 암권의 구성 요소이므로, 탄소를 저장하는 가장 주요한 저장소는 (바다가 아니라) 암권이라는 사실을 알 수 있다.

## 참고 문헌
- Earth as an evolving planetary system, K.C. Condie, 2005, Elsevier Academic Press.
- An Introduction to Astrobiology, I. Gilmour and M.A. Sephton, 2003, Cambridge Univ. Press.
- Earth System History, S.M. Stanley, 1999, W.H. Freeman and Company.

## 같이 보기
- 탄소 발자국